# Stromateidae
Gli Stromateidae sono una famiglia di pesci ossei appartenenti all'ordine Scombriformes.

## Distribuzione e habitat
Questi pesci sono particolarmente diffusi nelle acque americane e nelle fasce tropicali degli oceani Indiano e Pacifico. Nell'Oceano Atlantico orientale e nel mar Mediterraneo è presente solo la specie Stromateus fiatola.
Si tratta di pesci pelagici che di solito frequentano le zone della piattaforma continentale, non si tratta dunque di specie oceaniche vere e proprie.

## Descrizione
Hanno corpo alto e lateralmente compresso con pinna caudale profondamente forcuta e pinne dorsale (una mentre nei carangidi sono due) ed anale simili e disposte simmetricamente, risultando superficialmente simili a carangidi come la leccia stella. Le pinne dorsale ed anale non hanno che pochi e deboli raggi spiniformi, nella loro parte anteriore presentano un lobo più o meno sviluppato a seconda delle specie. Le pinne ventrali sono assenti negli individui adulti. I denti sono piccolissimi.

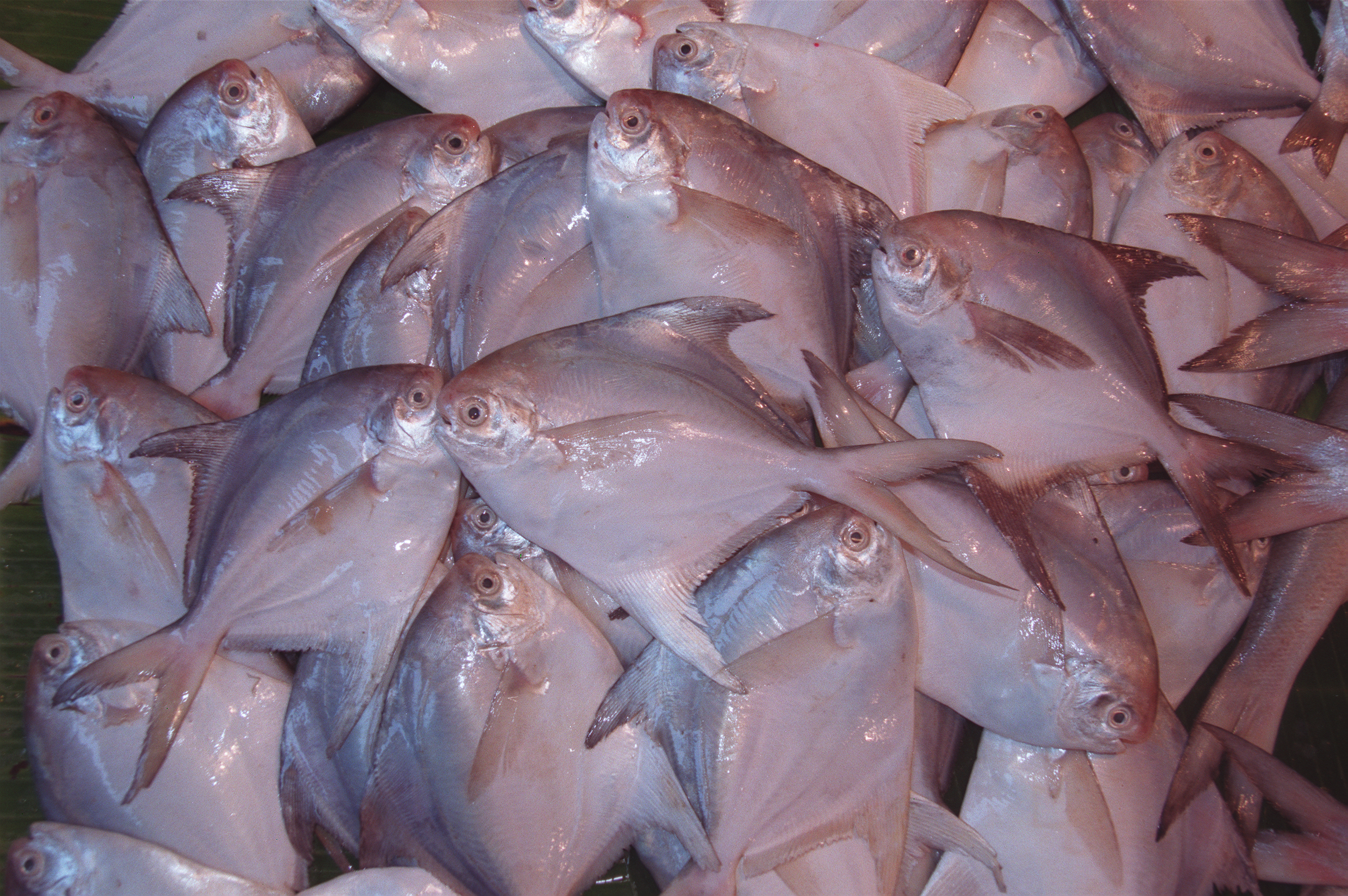
Pampus argenteus sui banchi di un mercato ittico.

Sono pesci di taglia media che raramente superano i 60 cm.

## Biologia
Molte specie sono gregarie e formano banchi.

### Alimentazione
Molte specie si nutrono di organismi planctonici molli come tunicati pelagici o meduse.

## Pesca
Alcune specie come Pampus argenteus (noto con i nomi commerciali inglesi silver pomfret o white pomfret) hanno una rilevante importanza economica.

## Specie
- Genere Pampus
  - Pampus argenteus
  - Pampus chinensis
  - Pampus cinereus
  - Pampus echinogaster
  - Pampus minor
  - Pampus punctatissimus
- Genere Peprilus
  - Peprilus burti
  - Peprilus medius
  - Peprilus ovatus
  - Peprilus paru
  - Peprilus simillimus
  - Peprilus snyderi
  - Peprilus triacanthus
- Genere Stromateus
  - Stromateus brasiliensis
  - Stromateus fiatola
  - Stromateus stellatus